# Wischbek (Bünzau)
Der Wischbek ist ein Nebenfluss der Bünzau in Schleswig-Holstein. 
Der Fluss hat eine Länge von ca. 5 km, entspringt in der Nähe der B430 westlich von Wasbek im ehemaligen Wasbeker Moor und mündet zwischen Aukrug-Bünzen und Arpsdorf in die Bünzau.